# Język masela wschodni
Język masela wschodni (lub marsela wschodni) – język austronezyjski używany w prowincji Moluki w Indonezji, przez grupę ludności na wyspie Masela (wyspy Barat Daya), na południe od języka serili. Według danych z 1980 roku posługuje się nim 520 osób.
Publikacja Peta Bahasa podaje, że jego użytkownicy zamieszkują wieś Marsela (kecamatan Pulau Masela, kabupaten Maluku Barat Daya). Oprócz tego jest używany we wsiach Bululora, Latalola Kecil i Babiotang.
Nie wykształcił piśmiennictwa.